# Техническая иллюстрация
Техни́ческая иллюстра́ция — иллюстрация, цель которой научно и с достаточной документальной точностью наглядно изобразить тот объект, на который указывает автор текста; технические иллюстрации не только облегчают понимание и изучение этих объектов, без них в научно-технической литературе в подавляющем большинстве случаев невозможно было бы изучение той или иной дисциплины. Техническая иллюстрация — результат репродукции технического рисунка.
Техническая иллюстрация является, наряду с художественно-образной, одним из двух основных видов иллюстрации.